# Alan Blinston
John Alan Blinston (ur. 15 czerwca 1944 w Altrincham) – brytyjski lekkoatleta, długodystansowiec, medalista mistrzostw Europy z 1969.
Wystąpił w biegu na 5000 metrów na igrzyskach olimpijskich w 1968 w Meksyku, ale nie zakwalifikował się do finału.
Swój największy sukces odniósł na mistrzostwach Europy w 1969 w Atenach, gdzie zdobył brązowy medal w biegu na 5000 metrów. Odpadł w eliminacjach tej konkurencji na mistrzostwach Europy w 1971 w Helsinkach.
Był wicemistrzem Wielkiej Brytanii (AAA) w biegu na 5000 metrów w latach 1969-1971. Jego rekord życiowy na tym dystansie wynosił 13:39,4 (ustanowiony 26 czerwca 1971 w Colombes).